# Крест Добровольцев 1914—1918 (Франция)
Крест Добровольцев 1914—1918 (фр. Croix du Combattant Volontaire 1914–1918) — французская награда, которой награждаются добровольцы, вызвавшиеся служить на фронте в боевых подразделениях во время Первой мировой войны. Утверждена награда законом от 4 июля 1935 года.
Когда была учреждена медаль «В память о войне 1914—1918» (фр. Médaille commémorative de la guerre 1914–1918), ожидалось, что на её застёжке на ленте будет надпись «ENGAGÉ VOLONTAIRE» для тех, кто добровольно и поступил на службу во французские вооруженные силы. Хотя застежка была изготовлена, она просуществовала в обращении недолго из-за того, что парламент потребовал учреждения специального знака отличия, чтобы отметить особые заслуги бойцов-добровольцев.

## Условия награждения
Требования для получения креста были определены указом от 28 ноября 1935 года.
Квалификация кандидатов была рассмотрена комиссией 1951 года, состоящей из двенадцати членов.
Указом от 10 апреля 1936 года награда была распространена на немногих оставшихся в живых пожарных-добровольцев времён войны 1870—1871 годов.
Крест Добровольца 1914—1918 годов считается военной наградой при рассмотрения заявок на получение ордена Почётного легиона, Воинской медали и ордена «За заслуги».

## Описание награды
Крест из бронзы, шириной 36 мм. Гравёр — Фредерик де Вернон.
На аверсе:
- Круглый центральный медальон с надписью «REPUBLIQUE FRANCAISE».
- Изображение Поилу[англ.] в шлеме (пехотинец времён Первой мировой войны) на вертикальном мече с ветвями.
- Крест, окружённый лавровыми и дубовыми листьями с рельефом.

На реверсе, внутри центрального медальона лавровая ветвь окружена надписью: «COMBATTANT VOLONTAIRE 1914—1918».
Для бойцов-добровольцев войны 1870—1871 годов была изготовлена специальная версия с датами 1870—1871 годов на реверсе вместо дат 1914—1918 годов.